# SV Germania Vinkovci
SV Germania bio je nogometni klub iz grada Vinkovaca. 

## Povijest
Zna se da je djelovala tijekom Drugoga svjetskog rata na području pod nadzorom osovinske Hrvatske. Svibnja 1942. na Spasovo odigrala je SV Germania prijateljsku utakmicu s đakovačkim takmacem Viktorijom, te 10. svibnja 1942. na igralištu vinkovačke Sloge utakmice protiv osječkog Grafičara i 17. svibnja protiv Vuke iz Vukovara.